# Pyrofusion
Unter Pyrofusion versteht man die Möglichkeit, eine kalte Kernfusion mit Hilfe eines pyroelektrischen Kristalls zu erreichen.
Brian Naranjo, Jim Gimzewski und Seth Putterman von der Universität von Kalifornien (UCLA) veröffentlichten in Nature im Jahr 2005 einen Artikel über pyroelektrisch induzierte Kernverschmelzungen. Die Arbeitsgruppe stellte darin eine einfach zu handhabende, kleine Apparatur vor, die Verschmelzungen von Deuteriumkernen ermöglicht.

## Technik
Um Deuteriumatome zu ionisieren und anschließend auf die für die Fusion benötigte Geschwindigkeit zu beschleunigen, benutzten die Forscher einen pyroelektrischen Kristall als Spannungsquelle. Pyroelektrische Kristalle besitzen elektrische Dipolmomente, die sich bei Änderungen der Temperatur umorientieren und so eine elektrische Spannung zwischen den beiden Grundflächen des Kristalls aufbauen. Dass mit einem solchen Kristall eine Art Minibeschleuniger für Elektronen realisierbar ist, ist bereits länger bekannt.

### Deuterium-Deuterium-Fusion
Putterman und seine Mitarbeiter wandten das Beschleunigungsprinzip nun auf Deuterium an. Der im Experiment genutzte, zentimetergroße Kristall aus Lithiumtantalat (LiTaO3) erreichte beim Erwärmen Spannungen von mehr als 100 kV. An der auf der positiven Seite des Kristalls angebrachten, winzigen Wolframspitze wurde eine elektrische Feldstärke von über 25 GV·m−1 erreicht. Befindet sich die Spitze in einem mit Deuteriumgas gefüllten Behälter, unterliegen die vor der Spitze befindlichen Atome einer Feldionisation. Die Deuterium-Ionen werden von der Wolframspitze abgestoßen, im elektrischen Feld beschleunigt und treffen auf ein rund 10 cm entfernten Target aus Erbiumdeuterid (ErD2). Durch die hohe kinetische Energie durchdringen einige Deuteriumionen den Coulombwall der Deuteriumkerne des Targets und es kommt zu einer Fusionsreaktion:
D + D → 3He (820 keV) + n (2,45 MeV),
dabei lassen sich Neutronen mit einer Energie von 2,45 MeV sowie Röntgenstrahlung nachweisen, was gleichzeitig als Nachweis der Fusionsreaktion gilt.

### Deuterium-Tritium-Fusion
Eine höhere Fusionsrate und damit höhere Neutronenfreisetzung ist durch den Beschuss von Tritium mit Deuteriumionen zu erwarten. Wegen des größeren Massendefekts ist auch die freigesetzte Energie pro Kernreaktion deutlich höher:
D + T → 4He (3,518 MeV) + n (14,07 MeV),
diese Möglichkeit wurde einige Jahre später ebenfalls durch die Arbeitsgruppe von Puttermann realisiert.

## Anwendung
Mit einer Ausbeute von knapp 1000 Neutronen pro Sekunde und einer Energieausbeute von nur etwa 10−8 Joule pro Erhitzungszyklus kann die ursprüngliche Apparatur zwar nicht zur Energieerzeugung genutzt werden, als handliche Neutronenquelle beispielsweise für Sicherheits- oder Materialuntersuchungen ist das Gerät jedoch geeignet. Beim Beschuss von Tritium kann eine wesentlich höhere Ausbeute (ca. 10 bis 100 mal höher als mit Deuterium) an höher energetischen Neutronen (14 MeV) erreicht werden. Eine Nutzung zur Energieerzeugung ist jedoch auch damit nicht möglich.